# Sonja Ledl-Rossmann
Sonja Ledl-Rossmann, (née le 1er septembre 1974 à Ehenbichl, au Tyrol, sous le nom de Sonja Ledl), est une femme politique autrichienne. Membre de l'ÖVP, elle est présidente du Conseil fédéral en 2017.